# Stephan Zünd
Stephan Zünd (* 3. Juli 1969 in Zürich) ist ein ehemaliger Schweizer Skispringer. Er war einer der Pioniere des V-Stils.

## Werdegang
Zünd gab sein Debüt im Skisprung-Weltcup am 7. Februar 1990 in St. Moritz. Am 16./18. Februar erreichte er im Val di Fiemme erst einen achten und dann einen dritten Rang. In der Saisongesamtwertung wurde er 21. Die beiden folgenden Winter waren die erfolgreichsten seiner Karriere. Er erreichte in der Saison 1990/91 den zweiten und 1991/92 den fünften Rang im Gesamtweltcup.
In den folgenden Jahren konnte er an diese Erfolge nicht anknüpfen; nur 1994 erreichte er bei der Skiflug-Weltmeisterschaft mit dem sechsten Platz noch einmal eine Spitzenplatzierung. Um sein Wettkampfgewicht zu verringern, schränkte Zünd die Zufuhr an Nahrungsenergie zeitweise massiv ein. Bei einer Körpergröße von 1,81 m wog er zeitweise nur 60 kg und nahm zum Zeitpunkt eines Rücktrittes 1996 ausschließlich Mineralwasser zu sich. Nach dem Ende seiner Karriere machte er seinen Kampf mit dem Gewicht öffentlich und übte Kritik am Schlankheitswahn im Skispringen. Seine Kritik wurde zu einem der Anstösse für die Diskussion um eine stärkere Reglementierung von gewichtsbedingten Wettbewerbsvorteilen im Skispringen, die dann 2004 zu einer Anpassung der Skilänge an den Body-Mass-Index führte.
Zünd absolvierte ein Studium der Rechtswissenschaft, liess sich zum Rechtsanwalt ausbilden und ist seit 2005 Mitarbeiter einer Bank im Fürstentum Liechtenstein.

## Erfolge

### Weltcupsiege
| Datum             | Ort                      | Land             |
| ----------------- | ------------------------ | ---------------- |
| 23. Februar 1991  | Tauplitz/Bad Mitterndorf | Österreich       |
| 6. März 1991      | Bolleberget, Bollnäs     | Schweden         |
| 30. März 1991     | Štrbské Pleso            | Tschechoslowakei |
| 13. Dezember 1992 | Ruhpolding               | Deutschland      |